# Jan Tau
Jan Tau (ur. 18 stycznia 1960) – południowoafrykański lekkoatleta specjalizujący się w maratonie, uczestnik Letnich Igrzysk Olimpijskich 1992.
Podczas Letnich Igrzysk Olimpijskich 1992 startował w biegu maratońskim, jednak południowoafrykański zawodnik nie ukończył biegu i nie został sklasyfikowany. Podczas tych igrzysk był także chorążym reprezentacji.
W 1993 roku zwyciężył w Enschede Marathon, który rozgrywany był w holenderskim mieście Enschede.

## Rekordy życiowe
- Bieg maratoński – 2:11:56 (1992)